# Festa dels Tonis de Santa Eugènia de Berga

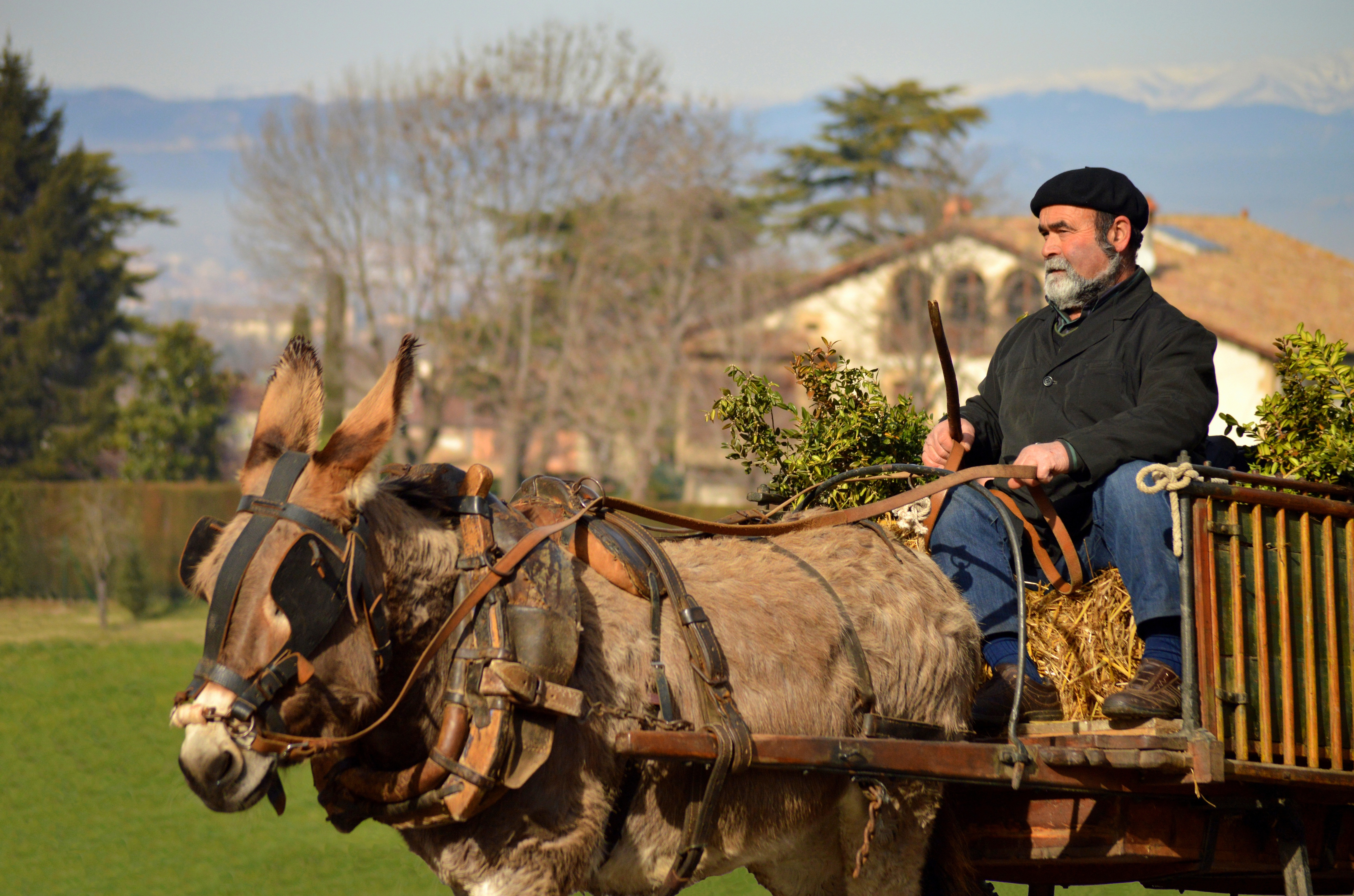
Carruatge a la festa dels Tonis.

La Festa dels Tonis de Santa Eugènia de Berga se celebra des del 1888 i té com a acte central la cavalcada dels cavalls. A principis del segle xxi, mantenint la vessant religiosa s'ha obert a altres vessants més socials, històriques i de reivindicació. Una sèrie d'activitats lúdiques, repartides en diferents dies, acompanyen l'acte central de la diada, que consisteix en la cavalcada dels Tonis donant-li un nou impuls. Actualment, cada 17 de gener, festivitat de Sant Antoni, se celebra una missa solemne en honor del patró i el darrer cap de setmana de gener se succeeixen un seguit d'activitats lúdiques i culturals. La festa dels tres tombs rep el nom dels Tonis com a la resta de la comarca.

## Història
A Santa Eugènia de Berga la Confraria de Sant Antoni data de 1848 i el 1912 es constituí la Asociación de San Antonio Abad, l'objectiu de la qual, era establir la normativa que havia de regir les relacions entre els agricultors associats per ajudar-se en cas d'accident o malaltia dels animals, atesa la importància dels cavalls en la vida econòmica de la vila.
La festa dels Tonis va néixer per celebrar la tradicional benedicció dels animals feiners. Els administradors de la confraria de Sant Antoni, eren els artífexs de la festa des dels seus orígens fins a la seva desaparició l'any 1975.
Els anys 60 i 70 van suposar la mecanització de les tasques agrícoles i ramaderes i això comportà una disminució del nombre d'exemplars de cavalls als masos. Aquest fet significà en molts municipis catalans la supressió de la festa en honor de Sant Antoni, si bé no en el cas de Santa Eugènia que va continuar amb la tradició. No obstant, aquest fet sí que va introduir canvis significatius i la festa va adquirir un nou rumb: amb la desaparició dels últims administradors l'any 1975 la festa deixava de ser únicament religiosa per esdevenir popular i tradicional ben arrelada al municipi. Una nova Junta creada l'any següent, el 1976, implicarà canvis en el programa festiu i vetllarà per la pervivència d'una tradició que enllaça amb un món i amb unes determinades formes de vida que han desaparegut gairebé del tot.

## Activitats
Les activitats de la festa dels Tonis s'inicien el dissabte a la tarda amb l'entrega de premis del concurs de dibuix, el pregó de la festa i un sopar popular. El diumenge un esmorzar de traginers serveix per donar pas a l'acte principal de la festa: el passant dels tres tombs. Acabat l'esmorzar, a les 11 del matí, s'inicia la desfilada amb tres abanderats vestits amb capa negra i barrets de copa. L'abanderat del mig és qui duu el penó amb la imatge del sant i dona un cordó als qui van als seus costats, els cordoners.
Seguidament surt el carro que porta la imatge de sant Antoni solemnement guarnit. Darrere seu, el carruatge dels pubills i les pubilles deixa pas a la banda musical que, juntament amb un grup de grallers posen la nota musical, lúdica i festiva a la rua.
Tot seguit més de 70 carruatges, dels quals bona part són propis de l'entitat dels Tonis, inicien la llarga desfilada pels carrers de la vila. Perfectament engalanats i ornamentats, els carruatges surten carregats de fato: patates, lleteres de llet, llenya, carbó, troncs, palla, bóta de vi, i també una diligència tirada per dues eugues que porta nens i nenes de l'escola de la població, van desfilant tirats per un o més animals igualment decorats amb flors i robes brodades i acompanyats per traginers vestits amb la indumentària pròpia de l'època.
La desfilada és encapçalada pels carros del poble amb les seves mercaderies i guarniments, a continuació els carros de poblacions veïnes i els d'altres entitats de Tonis i, finalment els cavalls a títol personal. Comencen els carros més petits per acabar amb els més grans, aquells que necessiten més animals per arrossegar-los i per tant, més acompanyants.
El recorregut transcorre pel nucli antic de la vila, s'inicia i acaba al polígon on ha tingut lloc l'esmorzar del matí. Quan la comitiva arriba a la plaça, sobre la una del migdia, té lloc la benedicció dels animals i es fan els tombs característics pel centre del poble. La tradicional pedregada de caramels dona per acabat el passant anual.
Durant el matí té lloc una exposició d'elements etnogràfics -carros i eines d'abans-, una exhibició de bestiar de peu rodó i una fira de comerç i artesania.